# Vauquelinia australis
Vauquelinia australis är en rosväxtart som beskrevs av Paul Carpenter Standley. Vauquelinia australis ingår i släktet Vauquelinia och familjen rosväxter. Inga underarter finns listade i Catalogue of Life.